# Кварцитный (Челябинская область)
Кварцитный — поселок в Троицком районе Челябинской области. Входит в состав Бобровского сельского поселения.

## География
Расположен в южной части района, у границы с Республикой Казахстан, на южном берегу Троицкого водохранилища. Рельеф — равнина (Западно-Сибирская равнина); ближайшая выс.— 223 м. Ландшафт — лесостепь.
Поселок связан шоссейными дорогами с соседними населенными пунктами. Расстояние до районного центра (Троицк) 21 км, до центра сельского поселения (с. Бобровка) — 6 км.

## История
В 1941 был произведен отвод земли под строительство кварцитового карьера ММК. Указом Президиума Верховного Совета СССР от 6 декабря 1965 в состав Челябинской области был передан Енбекский сельсовет Кустанайской области (Казахская ССР), на территории которого находился в числе прочих поселок Бобровский. 
В 1975 поселок переименован в Кварцитный (из-за близости к карьеру)..

## Население
| 2002 | 2010 |
| ---- | ---- |
| 788  | ↘711 |

(в 1970 — 940, в 1983 — 800, в 1995 — 855)

## Инфраструктура
- МЮДОУ «Кварцитный детский сад»
- МКОУ "Кварцитная ООШ"

## Улицы
- Береговая улица
- Улица Дружбы
- Заводская улица
- Зеленая улица
- Новая улица
- Овражная улица
- Песчаная улица
- Улица Собко
- Солнечная улица
- Центральная улица